# Лас-Берланас
Лас-Берланас (ісп. Las Berlanas) — муніципалітет в Іспанії, у складі автономної спільноти Кастилія-і-Леон, у провінції Авіла. Населення — 369 осіб (2010).
Муніципалітет розташований на відстані близько 100 км на північний захід від Мадрида, 17 км на північ від Авіли.

## Демографія
Динаміка населення (INE ):